# 1553 Bauersfelda
1553 Bauersfelda eller 1940 AD är en asteroid i huvudbältet, som upptäcktes 13 januari 1940 av den tyske astronomen Karl Wilhelm Reinmuth i Heidelberg. Den har fått sitt namn efter tysken Walther Bauersfeld.
Asteroiden har en diameter på ungefär 13 kilometer.